# Vicol Calabiciov
Vicol Calabiciov es un deportista rumano que compitió en piragüismo en la modalidad de aguas tranquilas.
Ganó dos medallas en el Campeonato Mundial de Piragüismo, en los años 1966 y 1971, y una medalla en el Campeonato Europeo de Piragüismo de 1969.

## Palmarés internacional
| Campeonato Mundial | Campeonato Mundial    | Campeonato Mundial | Campeonato Mundial |
| Año                | Lugar                 | Medalla            | Evento             |
| ------------------ | --------------------- | ------------------ | ------------------ |
| 1966               | Berlín Oriental (RDA) | Medalla de oro     | C2 1000 m          |
| 1971               | Belgrado (Yugoslavia) | Medalla de bronce  | C2 10 000 m        |
| Campeonato Europeo |                       |                    |                    |
| Año                | Lugar                 | Medalla            | Evento             |
| 1969               | Moscú (URSS)          | Medalla de plata   | C2 1000 m          |